# Metacanthocephaloides zebrina
Metacanthocephaloides zebrina är en hakmaskart som beskrevs av Yamaguti 1959. Metacanthocephaloides zebrina ingår i släktet Metacanthocephaloides och familjen Rhadinorhynchidae. Inga underarter finns listade i Catalogue of Life.